# Macunaïma
Pour plus de détails, voir Fiche technique et Distribution.
Macunaïma (Macunaíma) est un film brésilien, une comédie de fantasy, écrit et réalisé par Joaquim Pedro de Andrade, sorti en 1969, adapté du roman éponyme, Macunaíma (pt), de Mário de Andrade.
En novembre 2015, le film est inclus à la 10e place de la liste établie par l'Association brésilienne des critiques de cinéma (Abraccine) des 100 meilleurs films brésiliens de tous les temps.

## Contexte
Adaptation du roman classique de Mário de Andrade, Macunaíma (pt), le film renouvelle l'esthétique du Cinema Novo en mélangeant la parodie des chanchadas et l'expérimentation de l'avant-garde tropicaliste (parodie à son tour du kitsch et de l'art optique).
Macunaïma met en scène le face-à-face problématique entre la culture noire et la culture blanche, tandis que la culture indienne n'est jamais très loin.

## Synopsis
Macunaïma, « héros sans caractère », évolue avec désinvolture à travers le pays en changeant de couleur. Né noir d’une mère indienne, il devient blanc sous une pluie magique. Il rencontre des personnages mythologiques et des acteurs de luttes politiques urbaines, tels qu'une guerrillera et un grand patron transmuté en géant cannibale.

## Fiche technique
- Titre français : Macunaïma
- Titre original : Macunaíma
- Réalisation : Joaquim Pedro de Andrade
- Scénario : Joaquim Pedro de Andrade, adaptation du roman Macunaíma (pt) de Mário de Andrade paru en 1928
- Directeur de la photo : Guido Cosulich[2]
- Production : Claude Lelouch, Joaquim Pedro de Andrade, K.M. Eckstein[3]
- Sociétés de production : Condor Filmes, Filmes do Serro, Grupo Filmes, Instituto Nacional de Cinema
- Genre : comédie de fantasy
- Pays d'origine :  Brésil
- Langue : portugais
- Format : couleur (Eastmancolor) - mono
- Durées : France, 110 minutes
- Dates de sortie :
  - Brésil : 20 octobre 1970[réf. nécessaire]
  - France : 20 juin 1970

## Distribution
- Grande Otelo : Macunaíma noir
- Paulo José (pt) : Macunaíma blanc
- Jardel Filho (pt) : Venceslau Pietro Pietra
- Dina Sfat : Ci
- Milton Gonçalves (pt) : Jiguê
- Rodolfo Arena (pt) : Maanape
- Joana Fomm (pt) : Sofara
- Wilza Carla (pt) : la grosse femme
- Hugo Carvana : l'homme avec le canard
- Maria Lúcia Dahl : Iara
- Rafael de Carvalho (pt) : Caapora
- Tite de Lemos (pt) : le narrateur
- Maria do Rosário Nascimento e Silva (pt) : Iquiri
- Myrian Muniz (pt) : la femme de Venceslau
- Maria Clara Pelegrino : Venceslau
- Guará Rodrigues : Bum

## Récompenses
- 1969 : Brazilia Festival of Brazilian Cinema, prix du meilleur acteur, meilleure production, meilleur scénario, et meilleur second rôle
- 1970 : Meilleur film au festival international du film de Mar del Plata[4]
- 1970 : Présentation à la Quinzaine des réalisateurs (en sélection parallèle du festival de Cannes 1970)[5]